# Herophydrus rufus
Herophydrus rufus is een keversoort uit de familie waterroofkevers (Dytiscidae). De wetenschappelijke naam van de soort is voor het eerst geldig gepubliceerd in 1863 door Clark.